# Cyathonchus tenuicaudatus
Cyathonchus tenuicaudatus is een rondwormensoort uit de familie van de Onchulidae. De wetenschappelijke naam van de soort is voor het eerst geldig gepubliceerd in 1933 door Cobb.